# Coniopteryx sudanica
Coniopteryx sudanica is een insect uit de familie van de dwerggaasvliegen (Coniopterygidae), die tot de orde netvleugeligen (Neuroptera) behoort. 
De wetenschappelijke naam Coniopteryx sudanica is voor het eerst geldig gepubliceerd door Meinander in 1965.